# Witaj, smutku
Witaj, smutku (fr. Bonjour tristesse) – powieść Françoise Sagan wydana w 1954 roku. Książka znajduje się na liście 100 książek XX wieku według „Le Monde”. Tytuł zaczerpnięty został z wiersza Paula Éluarda, który zaczyna się wersem „Adieu tristesse/ Bonjour tristesse...”. Filmowa adaptacja pojawiła się w roku 1958.

## Fabuła
17-letnia Cécile spędza wakacje w willi na francuskiej Riwierze ze swoim ojcem Raymondem i jego kochanką Elsą Mackenbourg. Ojciec jest uwodzicielem i amoralnym człowiekiem, mającym za sobą wiele romansów, który swoje flirty usprawiedliwia, cytując Oscara Wilde, że „grzech to jedyna nuta żywego koloru, która utrzymuje się we współczesnym świecie”. Gdy Elsa przyjeżdża do willi spędzić lato z Raymondem, dla Cécile szybko staje się jasne, że jest jego kolejną kochanką, która na krótko pojawi się w życiu ojca. Cécile próbuje ukryć swoją naiwność i niedoświadczenie w miłości, starając się poderwać mężczyznę w wieku jej ojca. Wreszcie poznaje młodszego mężczyznę Cyryla, z którym ma romantyczny, ale ostatecznie nieudany związek...

## Bohaterowie
- Cécile – 17-letnia dziewczyna, która mieszka z ojcem po tym, jak umarła jej matka, gdy miała 2 lata
- Raymond – jej ojciec, 40-letni wdowiec i kobieciarz
- Elsa – kochanka Raymonda, ma 29 lat
- Anne – przyjaciółka matki Cécile. Jest zaproszona do willi przez Raymonda, który później się jej oświadcza
- Cyril – 25-letni student prawa, który mieszka z matką. Dobrze żegluje i jest zakochany w Cécile